# Areas intermedia
Areas intermedia är en fjärilsart som beskrevs av Rothschild 1933. Areas intermedia ingår i släktet Areas och familjen björnspinnare. Inga underarter finns listade i Catalogue of Life.